# San Cristóbal de la Polantera
San Cristóbal de la Polantera é um município da Espanha na província de León, comunidade autónoma de Castela e Leão, de área 24,58 km² com população de 911 habitantes (2007) e densidade populacional de 39,46 hab/km².

## Demografia
| Variação demográfica do município entre 1991 e 2004 | Variação demográfica do município entre 1991 e 2004 | Variação demográfica do município entre 1991 e 2004 | Variação demográfica do município entre 1991 e 2004 |
| --------------------------------------------------- | --------------------------------------------------- | --------------------------------------------------- | --------------------------------------------------- |
| 1991                                                | 1996                                                | 2001                                                | 2004                                                |
| 1304                                                | 1178                                                | 1040                                                | 970                                                 |